# Marine Services International Ltd. c. Ryan (Succession)
Marine Services International Ltd. c. Ryan (Succession)  est un arrêt de principe de la Cour suprême du Canada rendu en 2013 concernant la coexistence du droit maritime canadien avec la compétence provinciale en matière de propriété et droits civils. Il énonce une autre restriction à la doctrine de l'exclusivité des compétences dans la jurisprudence constitutionnelle canadienne.

## Les faits
En septembre 2004, le bateau de pêche terre-neuvien Ryan's Commander a quitté la bay de Verde pour se rendre à son port d'attache de St. Brendan's, mais il n'est jamais arrivé. Dans une mer agitée au large du cap Bonavista, le navire a chaviré, forçant l'équipage de cinq personnes à abandonner le navire. Malgré les efforts des techniciens de recherche et sauvetage, les frères Joe et David Ryan n'ont pas survécu.

## Demande de compensation et action en justice
Leurs veuves et personnes à charge ( « les successions Ryan ») ont demandé et obtenu une indemnisation en vertu de la  Workplace Health, Safety and Compensation Act (WHSCA).
Les successions Ryan a également intenté une action en justice en 2006 en vertu d'une loi fédérale, la Loi sur la responsabilité en matière maritime (LRMM), contre Universal Marine Limited, Marine Services International Limited et son employé David Porter, alléguant une négligence dans la conception et la construction du Ryan's Commander, qui avait été commandé par les frères Ryan en 2003. Cette action est aussi intentée contre le procureur général du Canada, alléguant une négligence dans l'inspection du navire par Transports Canada.
Les défendeurs Marine Services et Porter ont demandé à la Workplace Health, Safety and Compensation Commission de déterminer si l'action de la succession Ryan était prescrite en vertu de l'art. 44 de la loi provinciale. La Commission a jugé qu'elle l'était parce que :
- Les frères Ryan sont décédés au cours de leur emploi,
- Universal Marine, Marine Services et le procureur général du Canada étaient « employeurs » et David Porter était un « travailleur » au sens de l'art. 2 de la Loi, et
- Les doctrines constitutionnelles de l'exclusivité des compétences et de la prépondérance fédérale ne s'appliquen pas.

## Contrôle judiciaire de la décision
Les successions Ryan ont demandé un contrôle judiciaire à la section de première instance de la Cour suprême de Terre-Neuve-et-Labrador au moyen d'un certiorari afin de faire annuler la décision de la Commission.
Au procès, le juge Hall a infirmé la décision de la commission, statuant que :
- La loi provinciale est, en substance, un régime d'assurance, tandis que la responsabilité dans le contexte maritime relève de la compétence fédérale exclusive sur la navigation et la marine marchande, et le droit de présenter une réclamation en vertu de la loi fédérale est une caractéristique essentielle de cette compétence.
- L'exclusivité des compétences s'applique, car l'interdiction en vertu de la loi provinciale entrave la capacité d'intenter une action en vertu de la loi fédérale.
- La prépondérance fédérale s'applique parce que les successions Ryan ne pouvaient pas se conformer aux deux lois à la fois.

## Jugement d'appel
La Cour d'appel, dans une décision rendue à deux juges contre un, a rejeté l'appel. Les juges majoritaires ont jugé que  , :
- La loi provinciale est un exercice valide de la compétence provinciale sur la propriété et les droits civils, mais l'exclusivité des compétences s'applique parce que l'art. 44 empiète sur les règles de droit maritime relatives à la négligence, qui est au cœur de la compétence fédérale sur la navigation et le transport maritime[6].
- La prépondérance fédérale trouve application, et même s'il était possible de se conformer aux deux lois, l'application de l'art. 44 entrave la réalisation de la loi fédérale en privant les personnes à charge de personnes décédées dans des accidents de navigation l'accès de se prévaloir du régime fédéral de responsabilité délictuelle maritime

Dans un jugement dissident, le juge Welsh a déclaré qu'aucune des deux doctrines ne s'applique, car la loi provinciale n'empiète pas sur le cœur de la compétence fédérale en matière de navigation et de transport maritime (étant un régime d'indemnisation des accidents du travail qui ne soulève pas d'enjeux de négligence), et le fait que l'art. 44 WHSCA restreint la portée du droit conféré par l'art. 6(2) LRMM n'est pas suffisant pour établir qu'il y a entrave à la réalisation de l'objectif de la loi fédérale.
L'autorisation d'interjeter appel a été demandée à la Cour suprême du Canada et celle-ci a été accordée en avril 2012.

## Jugement de la Cour suprême
Le pourvoi de Marine Services International Ltd. et de David Porter est accueilli.

### Question en litige
Dans leur décision rendue conjointement, les juges LeBel et Karakatsanis ont résumé  les enjeux du litige deux questions:
- Premièrement, l’art. 44 de la WHSCA s’applique‑t‑il eu égard aux faits de l’espèce?
- Deuxièmement, si l’art. 44 s’applique, est‑il, sur le plan constitutionnel, applicable et opérant?

### Motifs du jugement

#### Application de l'art. 44 de la WHSCA
Les parties n'ont pas contesté les conclusions de la Commission selon lesquelles, en vertu de la loi provinciale : 
- (a) les frères Ryan ont été blessés au cours de l'emploi;
- (b) Marine Services était un « employeur » ; et
- (c) Porter était un « travailleur ».

Le litige portait sur la question de savoir si les blessures qui ont entraîné la mort des frères Ryan « sont survenues autrement que dans le cours des activités habituelles ou accessoires menées dans l’industrie à laquelle participe l’employeur. » comme l'énonce l'art. 44(2) WHSCA.
La commission avait une compétence exclusive en vertu de l'art. 19 pour trancher des questions en vertu de la Loi et la norme de contrôle de la décision raisonnable de l'arrêt Dunsmuir s'applique. Par conséquent, une Cour de révision traiter la conclusion de la Commission avec déférence.

#### Questions constitutionnelles
En vertu de l'arrêt Banque canadienne de l'Ouest c. Alberta, une analyse est requise pour déterminer si l'exclusivité des compétences ou la prépondérance fédérale s'applique :
1. Une analyse du caractère véritable doit être entreprise, qui « consiste dans une recherche sur la nature véritable de la loi en question afin d’identifier la « matière » sur laquelle elle porte essentiellement »[10]. « Le caractère véritable de la loi doit être déterminé sous deux aspects : le but visé par le législateur qui l’a adoptée et l’effet juridique de la loi »[11]. En l'espèce, la validité des deux lois n'a pas été contestée et une analyse complète du caractère véritable n'a pas été requise[12].
2. À la fin d'une analyse de caractère véritable, un tribunal ne doit généralement considérer l'exclusivité des compétences  que s’il existe des « décisions antérieures préconisant son application à l’objet du litige » : Banque canadienne de l’Ouest, par. 78[13]. Cette doctrine « reste d’une application restreinte, et [. . .] devrait, en général, être limitée aux situations déjà traitées dans la jurisprudence »[14] : Banque canadienne de l’Ouest, par. 77[15]. Au regard de l'arrêt Ordon c. Grail[16], la Cour suprême devait examiner si l'exclusivité des compétences s'applique[14]
3. Dans l'arrêt Québec (Procureur général) c. Canadian Owners and Pilots Association[17]. (COPA), une analyse à deux volets a été conçue pour déterminer si la doctrine de l'exclusivité des compétences s'applique : (1) si la loi provinciale empiète sur le « cœur » protégé d'une compétence fédérale, (2) Si c'est le cas, si l'effet de la loi provinciale sur l'exercice du pouvoir fédéral protégé a un effet suffisamment grave pour invoquer la doctrine[18]. La norme à utiliser est celle de l'entrave[19], et l'« entrave » est un terme plus fort que « toucher », car « dans cette époque de fédéralisme coopératif souple, l’application de la doctrine de l’exclusivité des compétences exige un empiétement important ou grave sur l’exercice » du chef de compétences[20].
4. Le premier volet du test a été satisfait, mais pas le second[21]. Bien que la compétence fédérale en matière de navigation et de bâtiments ou navires « englobe les aspects de la navigation et des bâtiments ou navires qui se rapportent à des objets nationaux exigeant une réglementation uniforme dans tout le pays, sans égard à leur portée territoriale »[22], il est reconnu depuis 1919 que les régimes d'indemnisation des accidents du travail s'appliquent au contexte maritime[23].
5. Bien que dans l'arrêt Ordon, la Cour ait jugé que l'exclusivité des compétences s'applique lorsqu'une loi provinciale d'application générale a pour effet de réglementer indirectement un aspect des règles de droit relatives à la négligence en matière maritime, cet arrêt antérieur à l'arrêt Banque canadienne de l'Ouest et à l'arrêt COPA, qui ont clarifié l'analyse en deux étapes de l'exclusivité des compétences et qui ont établi que le degré nécessaire d'empiétement au cœur de la compétence pertinente celle de l'« entrave » au lieu de simplement « toucher » la compétence. En conséquence, l'arrêt Ordon n'applique pas l'analyse en deux étapes de l'exclusivité des compétences développé dans les arrêts Banque canadienne de l'Ouest et COPA ni la notion d'atteinte au cœur de la compétence fédérale qui est désormais nécessaire pour déclencher l'application de l'exclusivité des compétences.
6. « La doctrine de la prépondérance s’applique lorsqu’il y a une loi fédérale et une loi provinciale qui sont (1) toutes deux valides et (2) incompatibles »[24]. La doctrine ne s'applique pas à une incompatibilité entre la common law et un texte législatif valide. À la lecture de la loi fédérale, la doctrine ne s'applique pas.

La Cour a déclaré que : 

« [76] À notre avis, la WHSCA et la LRMM peuvent coexister sans conflit.  D’ailleurs, le par. 6(2) de la LRMM précise que les personnes à charge peuvent intenter une action « dans des circonstances qui, si le décès n’en était pas résulté, [. . .] auraient donné [à la victime] le droit de réclamer des dommages‑intérêts ».  À l’instar de la juge Welsh de la Cour d’appel, nous estimons que ce texte tend à indiquer qu’il existe des situations où une personne à charge n’est pas autorisée à intenter une action en vertu du par. 6(2) de la LRMM.  C’est le cas lorsqu’une disposition législative — tel l’art. 44 de la WHSCA — interdit les poursuites au motif qu’une indemnité a déjà été versée au titre d’un régime d’indemnisation des accidents du travail. »